# 金斯頓 (密西西比州)
金斯頓（英語：Kingston）是位於美國密西西比州亞當斯縣的非建制地區。

## 地理
金斯頓所處的海拔為高於海平面55米（即180英呎），而該地所採用的時區為UTC-6，即北美中部時區（CST）。同時該地設有夏令時間，為UTC-6調快一小時，即UTC-5（CDT）。